# Albinyana
|  | Per a altres significats, vegeu «Joan Francesc Albinyana i Borràs». |

Albinyana és un municipi de la comarca del Baix Penedès, a la falda de la Serra del Quadrell. És molt proper a les viles del Vendrell i Valls.

## Geografia
- Llista de topònims d'Albinyana (Orografia: muntanyes, serres, collades, indrets..; hidrografia: rius, fonts...; edificis: cases, masies, esglésies, etc).

## Demografia i entitats de població
El municipi d'Albinyana comprèn a part del cap del municipi, el llogaret de les Peces, el veïnat de les masies del Torrent, el lloc de Tomoví així com les urbanitzacions de Bonaterra (I i II), la papiola i el molí Blanquillo.
| Entitat de població    | Habitants (2023) |
| les Peces              | 761              |
| Bonaterra II           | 687              |
| la Papiola             | 545              |
| Albinyana              | 469              |
| Bonaterra I            | 87               |
| el Molí del Blanquillo | 65               |
| les Masies del Torrent | 12               |
| Font: Idescat          |                  |

| 1497 f | 1515 f | 1553 f | 1717 | 1787 | 1857  | 1877  | 1887  | 1900  | 1910 |
| ------ | ------ | ------ | ---- | ---- | ----- | ----- | ----- | ----- | ---- |
| 15     | 19     | 23     | 272  | 192  | 1.085 | 1.032 | 1.081 | 1.118 | 943  |

| 1920 | 1930 | 1940 | 1950 | 1960 | 1970 | 1981 | 1990 | 1992 | 1994 |
| ---- | ---- | ---- | ---- | ---- | ---- | ---- | ---- | ---- | ---- |
| 871  | 778  | 639  | 551  | 572  | 598  | 583  | 710  | 817  | 817  |

| 1996  | 1998  | 2000  | 2002  | 2004  | 2006  | 2008  | 2010  | 2012  | 2014  |
| ----- | ----- | ----- | ----- | ----- | ----- | ----- | ----- | ----- | ----- |
| 1.077 | 1.184 | 1.380 | 1.695 | 1.926 | 2.140 | 2.292 | 2.314 | 2.367 | 2.335 |

| 2016  | 2018  | 2020  | 2022  | 2024  | 2026 | 2028 | 2030 | 2032 | 2034 |
| ----- | ----- | ----- | ----- | ----- | ---- | ---- | ---- | ---- | ---- |
| 2.303 | 2.371 | 2.468 | 2.581 | 2.677 | -    | -    | -    | -    | -    |

## Història
El topònim Albinyana (en català oriental [əlβi'ɲanə]), que en la documentació antiga (s. XI) apareix com a Albignana (i també Albiniana, Albinana), sembla tenir el seu origen etimològic en l'antropònim llatí Albinius.
Altres explicacions apunten al seu origen àrab, partint del mot bina, que construeix el seu plural en bina ina "construccions i edificacions"; o bé un derivat d'alp "muntanya enlairada".
Al segle xi, el vescomte Guitard va construir el seu castell en aquestes terres. El seu fill Adalbert, mort durant la Reconquesta, va deixar en testament l'edifici al monestir de Sant Cugat l'any 1010, el primer document on es té constància escrita del nom de la població. El 1040, l'abat del cenobi va cedir els terrenys a Bernat Otger amb la condició que reconstruís el castell i s'encarregués de la seva defensa. En trobar-se en terreny fronterer i per temor dels atacs sarraïns, el castell va quedar durant molt de temps deshabitat. Va pertànyer als monjos de Sant Cugat fins al final de les senyories. No queden restes d'aquest castell encara que es creu que estava situat al mateix lloc en el qual avui en dia es troba el nucli del poble.
Van existir unes altres dues fortificacions també desaparegudes. Una d'elles és l'antic castell de Schena Rosa (Esquenosa) que apareix citat en documents de 1173. L'altra fortificació és el castell de Tomoví, encara que pels documents conservats sembla que es tractava més d'una mansió fortificada (potser una vila romana, Domus Albini) que d'un castell per si mateix.

## Cultura

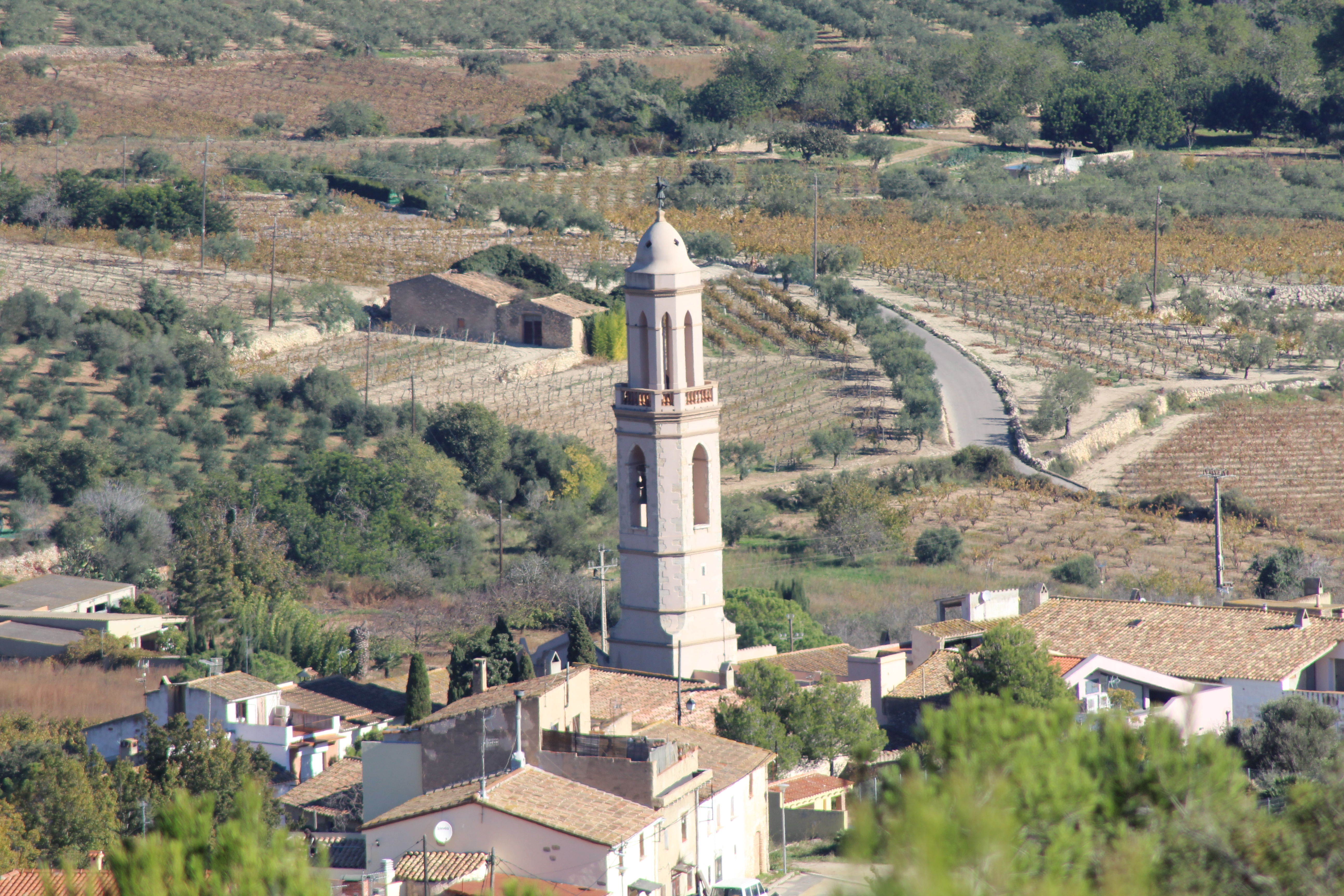
L'església Sant Bartomeu d'Albinyana vista des de l'ermita de Sant Antoni

La població celebra la festa major el 24 d'agost, festivitat de Sant Bartomeu. Tot i així, la de Bonaterra I, Bonaterra II, la Papiola, el Molí del Blanquillo i les Peces se celebren durant tot el mes d'agost (l'última durant el darrer cap de setmana d'agost). La localitat també compta amb una altra festa popular el 16 de juliol, coincidint amb la Mare de Déu del Carme.

## Llocs d'interès

### Església de Sant Bartomeu
L'església parroquial, dedicada a Sant Bartomeu, apareix documentada el 1120 com a possessió del monestir de Sant Cugat, tot i que la construcció actual és del segle xviii. Té un absis semicircular amb fris i finestra. La torre del campanar és de base quadrada i està coronada per l'estàtua d'un àngel. També hi és present la imatge de la Mare de Déu del Roser, de l'any 1582.

### Cal Pau Magí
Es tracta d'una construcció del segle xvii de tres plantes que es troba a la Plaça Major. A l'interior hi ha un vestíbul cobert amb volta d'arc així com una escala d'accés a la zona d'habitatges on es pot veure inscrita la data de la construcció (1637). És l'antiga residència de l'administrador de Sant Cugat.

### Cal Gener
És una construcció de grans dimensions situada a l'agregat de Les Peces, datada dels segles XV-XVI, i reconstruïda en el XVIII. Les finestres estan envoltades de pedra i la façana presenta uns interessants esgrafiats restaurats el 1984. Representen figures humanes i diversos elements arquitectònics i geomètrics. Actualment funciona com a casa-museu dedicada al turisme rural.

### Ermita de Sant Antoni

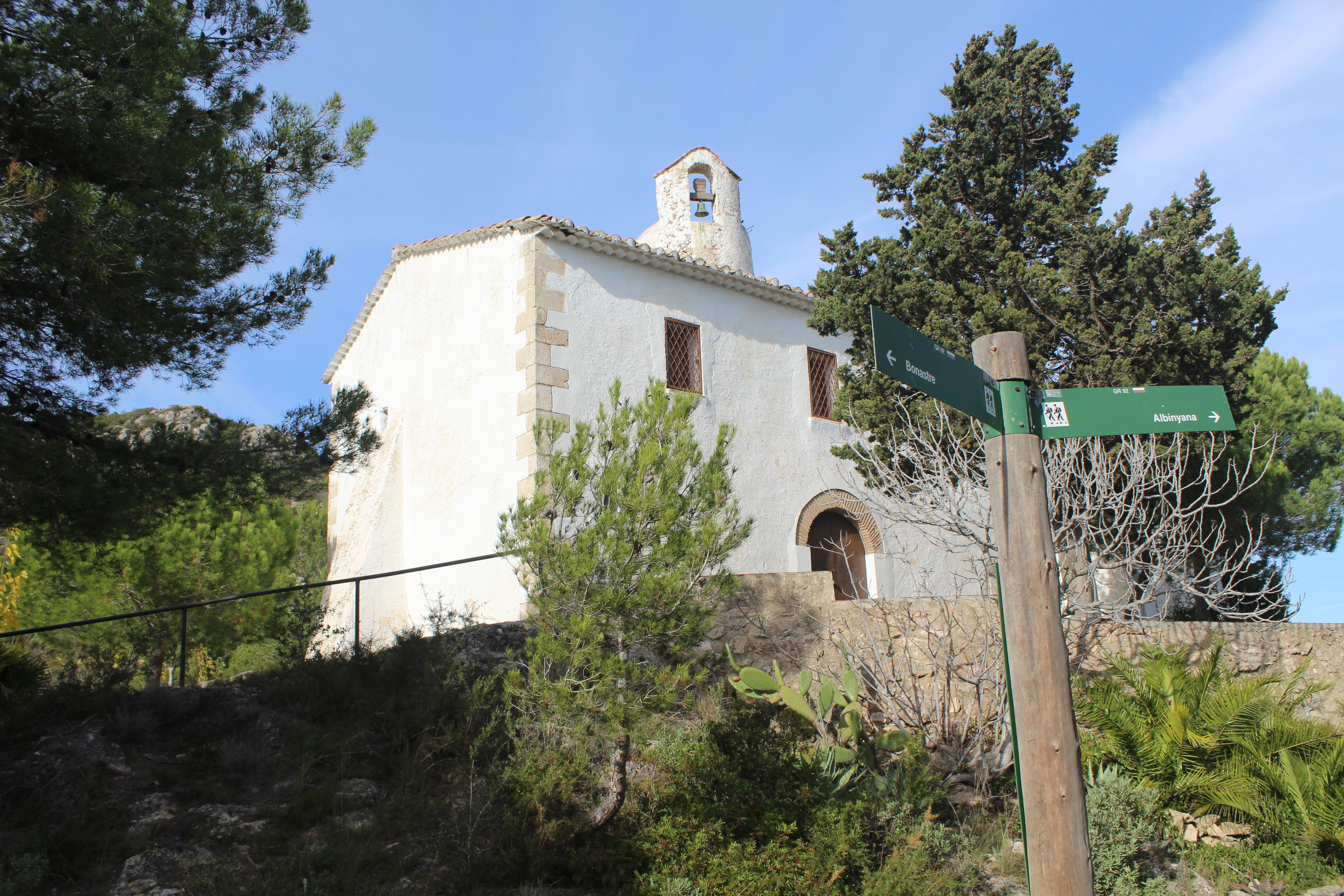
Santuari de Sant Antoni de Pàdua

El santuari de Sant Antoni de Pàdua és un edifici del segle xviii, de planta rectangular i amb una coberta a dues aigües, situat als afores de la població, a 383 metres d'altitud. Té volta de canó i contraforts exteriors. Té també una torre adossada que funciona com a campanar. Es creu que formava part de l'estructura de defensa de l'antic castell. Està situada sobre un petit turó i ofereix una vista excepcional de la plana de la comarca fins a la costa.

### Ruïnes del castell
El castell d'Albinyana, segurament construït pels àrabs, és un antic castell del qual només en queden els fonaments, la base rodona i algun mur de pedra que n'expandeix l'estructura, indicatiu que es tractava d'una construcció un punt més complexa que no pas una simple torre de vigilància.

### Cova de Vallmajor
La cova de Vallmajor té pintures rupestres catalogades per la UNESCO com a Patrimoni de la Humanitat dins del conjunt d'Art Rupestre a la Mediterrània.

### Cal Mata
Masia i baluard amb portal d'arc rebaixat (1616). També hi ha un celler del 1762. És a prop de la carretera de Valls al Vendrell.

### Cal Groc
Casa al número 9 del Carrer Major, propietat de l'escriptor Joan Perucho, que hi passà temporades des de mitjans anys seixanta i hi ambientà algunes obres. La família hi conserva la seva biblioteca. El 1998, Perucho va demanar que les seves cendres fossin dipositades al cementiri d’Albinyana, però directament al terra, no pas un nínxol. No hi ha hagué entesa amb l'ajuntament i l'escriptor va marxar i no tornà al poble; en morir el 2003, les seves cendres es van escampar per la serra de Prades.

## Economia
La principal activitat econòmica és l'agricultura de secà. Els principals cultius són la vinya, els cereals, ametllers i avellaners. A la zona de la canal hi ha regadiu, bàsicament dedicat a horta. Fins a mitjan segle xx va existir una important indústria de fabricació de cabassos i senalles de margalló.
Actualment el safari - parc aquàtic Aqualeón, l'explotació de flors i una petita indústria tèxtil, són també una font d'ingressos i una atracció turística per a la població.

## Política
Llista d'alcaldes i nombre de regidors per partit
| PDeCAT                                                                               | -  | - | - | -  | -  | - | - | -  | -  | -  | 6  | 8  |
| PSC                                                                                  | -  | 4 | 3 | -  | -  | 4 | 4 | 5  | 4  | 4  | 3  | 3  |
| PP                                                                                   | -  | - | - | -  | -  | - | - | 0  | 0  | 0  | 0  | -  |
| ERC                                                                                  | -  | - | - | -  | -  | - | - | -  | 0  | 1  | 1  | 0  |
| ICV                                                                                  | -  | - | - | -  | 0  | - | - | -  | -  | -  | -  | -  |
| CiU                                                                                  | -  | 3 | 4 | 2  | 4  | 5 | 5 | 6  | 7  | 6  | -  | -  |
| C's                                                                                  | -  | - | - | -  | -  | - | - | -  | -  | -  | 1  | -  |
| Altres                                                                               | 7b | - | - | 5a | 5a | - | - | 0  | -  | -  | -  | -  |
| Total                                                                                | 7  | 7 | 7 | 7  | 9  | 9 | 9 | 11 | 11 | 11 | 11 | 11 |
| a Independents Municipi d'Albinyana (IMA); b Agrupació Independent d'Albinyana (AIA) |    |   |   |    |    |   |   |    |    |    |    |    |